# أوفه نيلسن
أوفه نيلسن (بالدنماركية: Ove Nielsen)‏ هو مجدف دنماركي، ولد في 15 نوفمبر 1924.

## وصلات خارجية
- أوفه نيلسن على موقع الاتحاد الدولي للتجديف (الإنجليزية)
- أوفه نيلسن على موقع اللجنة الأولمبية الدولية (الإنجليزية)
- أوفه نيلسن على موقع أوليمبيديا (الإنجليزية)